# Оптовая генерирующая компания № 2
Оптовая генерирующая компания № 2 (ОГК-2) — российская энергетическая компания, созданная в результате реформы РАО «ЕЭС России». На 2016 год контролирует электростанции установленной мощностью 18 ГВт. Основными видами деятельности ПАО «ОГК-2» являются производство и продажа электрической и тепловой энергии. Основным рынком сбыта является оптовый рынок электрической энергии (мощности). Полное наименование — Публичное акционерное общество «Вторая генерирующая компания оптового рынка электроэнергии». Штаб-квартира компании расположена в Санкт-Петербурге.

## История
Основана в 2005 году.
27 августа 2007 года компания провела IPO. Из 6 млрд акций 4 млрд выкупил «Газпром», а 2 млрд было предложено к публичной продаже. Цена размещения составила $0,16 за акцию. Всего публично было продано 6,8 % акционерного капитала компании. Организаторами выступили «Тройка Диалог», «Deutsche Bank», «UBS». Размещение прошло менее успешно, чем ожидалось — спрос на акции компании был слишком низкий и вместо 2 млрд, компания продала 1,8 млрд акций.
27 мая 2008 года совет директоров ОГК-2 решил досрочно прервать контракт с бывшим на тот момент генеральным директором Михаилом Кузичевым. Срок окончания полномочий был положен 30 мая. В этот день (30 мая 2008 года) почти весь топ-менеджмент ОГК-2 также подал заявление об уходе. Михаил Кузичев удовлетворил эти заявления. При этом были выплачены максимальные «отступные», составившие в сумме 557 млн рублей на 16 человек.
До 2011 года в компанию входили пять крупных федеральных тепловых электрических станций: Псковская ГРЭС, Серовская ГРЭС, Ставропольская ГРЭС, Троицкая ГРЭС и Сургутская ГРЭС-1 с общей установленной мощностью станций 8695 МВт. 1 ноября 2011 года в состав ОГК-2 была включена ОАО ОГК-6 вместе со всеми её активами, после этого поглощения последняя перестала существовать как юридическое лицо. В результате в состав ОАО вошли также Рязанская, Новочеркасская, Киришская, Череповецкая ГРЭС и Красноярская ГРЭС-2 (последняя с 2020 года — в составе Сибирской генерирующей компании), что увеличило установленную мощность компании на 9162 МВт (тепловой на 2036 Гкал/ч) и довело её общую установленную мощность до 17 857 МВт. В итоге ОГК-2 стала крупнейшей на тот момент теплогенерирующей компанией в стране.
В 2011—2012 годах был введена парогазовая установка на Киришской ГРЭС, которая увеличила установленную мощность станции на 800 МВт, а общую мощность электростанций компании до 18 357 МВт.
В 2013 году в преддверии Зимних Олимпийских игр в 2014 года введена в эксплуатацию Адлерская ТЭС с двумя парогазовыми турбинами общей установленной мощность 367 МВт.
В 2019 году завершено строительство Грозненской ТЭС мощностью 360 МВт, реализованное в рамках системы договоров о предоставлении мощности (ДПМ).
Общая мощность электростанций компании увеличилась до 18,828 ГВт.

## Собственники и руководство
Уставный капитал компании составляет 11,8 млрд руб и разделен на 32,7 млрд обыкновенных акций номиналом 0,3627 руб. Крупнейшим акционером компании на июнь 2008 года являлась РАО «ЕЭС России» с долей 66,5 %, ещё 12,2 % акций принадлежало российскому газовому монополисту «Газпрому».
На 31 марта 2014 года крупнейшим акционером компании является ОАО «Центрэнергохолдинг» (73,42 %), дочернее общество ООО «Газпром энергохолдинг» и сам «Газпром энергохолдинг» (3,65 %).
Управляющий директор — Семиколенов Артём Викторович .

## Деятельность
На 2020 год компания эксплуатирует 11 тепловых электрических станций: Сургутская ГРЭС-1, Псковская ГРЭС, Серовская ГРЭС, Ставропольская ГРЭС, Троицкая ГРЭС, Рязанская ГРЭС, Новочеркасская ГРЭС, Киришская ГРЭС, Череповецкая ГРЭС, Адлерская ТЭС и Грозненская ТЭС с общей установленной электрической мощностью станций 18 828 МВт (тепловой — более чем 2106 Гкал/ч).

### Показатели деятельности
До объединения 2011 года численность работающих составляла около 5000 человек.
Выручка компании по МСФО в 2011 году выросла по сравнению с 2010 годом на 8,7 % до 104,9 млрд руб., чистая прибыль упала в 470 раз до 10 млн руб.

### Рейтинговые оценки
- Рейтинговое агентство «Эксперт РА» в 2018 году присвоило ПАО «ОГК-2» рейтинговую оценку ruAA- со стабильным прогнозом, а затем подняло её до ruAA. В 2019 году рейтинг был повышен до ruAA, в 2020 - до ruAAA и ежегодно подтверждается на этом уровне (2021-2024)[11].
- Рейтинговое агентство АКРА в 2025 году присвоило  ПАО «ОГК-2» рейтинговую оценку AAA(RU) со стабильным прогнозом[12].

## Нарушения экологического законодательства
В октябре 2024 года СМИ сообщили о том, Росприроднадзором в ходе проведения выездной проверки в отношении ПАО «ОГК-2» был выявлен факт размещения на территории незаконной свалки. 
Экспертами были отобраны пробы отходов и почвы, было установлено наличие превышения концентраций загрязняющих веществ, факт загрязнения почвы был подтверждён. В рамках досудебного урегулирования компании было направлено требование о добровольном возмещении ущерба в размере 327 миллионов рублей.
В 2022 году Росприроднадзором был выявлен факт загрязнения нечистотами Новотроицкого водохранилища,  в водоем попали отходы Ставропольской ГРЭС.
В 2021 году Росприроднадзор обвинил одно из предприятий «ОГК-2» в загрязнении акватории Оби, в стоках Сургутской ГРЭС было обнаружено сверхнормативное содержание тяжелых металлов. 